# Кривец (приток Любовши)
Кривец — река в России, протекает по Краснозоренскому району Орловской области. Левый приток Любовши.

## География
Река Кривец берёт начало у деревни Зыбино. Течёт на запад. На реке расположена одноимённое село Кривец. Устье реки находится у деревни Сойминово в 32 км по левому берегу реки Любовша. Длина реки составляет 11 км, площадь водосборного бассейна 82 км².

## Данные водного реестра
По данным государственного водного реестра России относится к Донскому бассейновому округу, водохозяйственный участок реки — река Сосна (Быстрая Сосна), речной подбассейн реки — бассейны притоков Дона до впадения Хопра. Речной бассейн реки —  Дон (российская часть бассейна).
Код объекта в государственном водном реестре — 05010100212107000001364.